# Bandiera della Grande Colombia
La bandiera della Grande Colombia fu adottata nel 1819 come insegna del grande stato indipendente del Sudamerica creato da Simón Bolívar.
La sua concezione risale al 1801 e si deve a Francisco de Miranda, generale e patriota venezuelano considerato precursore di Bolívar stesso. Il tricolore blu, giallo e rosso originale subì alcune variazioni. In particolare cambiarono le proporzioni delle tre bande, inizialmente di uguali dimensioni e in seguito, nella versione grancolombiana, in rapporto di 3:2:1. Le tonalità dei colori, in particolare del blu, si fecero più chiare. Della bandiera furono adottati negli anni seguenti tre nuovi modelli. Nelle ultime due versioni anche le proporzioni delle tre bande furono ristabilite, mentre lo stemma (che derivava da quello della bandiera venezuelana del 1811 ma cambiò ogni volta) si spostò dal cantone al centro fin dalla seconda versione.

## Colori colombiani

Il tricolore di Francisco de Miranda (1801).

Il tricolore di Francisco de Miranda rimase modello delle bandiere degli stati nati dal dissolvimento della grande repubblica, perpetuando così i tradizionali colori colombiani. Al giorno d'oggi esso è adottato da Colombia, Ecuador e Venezuela.
L'ordine dei colori della bandiera del 1801, che non si è altrimenti tramandato, è discusso, ed esistono testimonianze contrastanti. La bandiera adottata dal Venezuela nel 1811, con la partecipazione di Miranda stesso, prevede tuttavia il giallo in alto, il blu al centro e il rosso in basso. Anche in questo caso sono però diverse le proporzioni tra i vari colori.
La stessa fonte di ispirazione del vessillo è incerta. Esso parrebbe derivare dalla Teoria goethiana dei colori primari. Secondo altra tradizione, Miranda ricordò di aver visto una bandiera simile issata da Colombo in un affresco di Lazzaro Tavarone a Genova. Poco fondata sarebbe l'interpretazione che vuole il giallo simbolo dell'oro, il blu del mare e il rosso del sangue (dove oro e sangue stanno rispettivamente, in alcune versioni, per America e Spagna), e non sembra comunque probabile che i colori derivino da una supposta bandiera della famiglia di Miranda, poiché egli era di umili origini.
Il tricolore fu issato la prima volta in mare il 12 marzo e in terraferma il 3 agosto 1806, durante un tentativo di assalto alla città di Coro, dallo stesso generale. In seguito il Venezuela ne adottò versioni parzialmente modificate. Questo stato, tuttavia, è l'unico attualmente fedele alle proporzioni originali dei tre colori: nella bandiera colombiana e in quella ecuadoriana la banda gialla ha tuttora altezza doppia rispetto alle altre due.

## Bandiere con i colori colombiani

### Bandiere moderne

Bandiera della Colombia
Bandiera dell'Ecuador
Bandiera del Venezuela

### Bandiere storiche

#### Colombiane e neogranadine

1820-1821 (Grande Colombia)
1821-1831 (Grande Colombia)
1831-1834 (Nuova Granada)
1834-1858 (Nuova Granada)
1858-1861 (Confederazione Granadina)
1861 (Stati Uniti della Nuova Granada)
1861-1886 (Stati Uniti di Colombia)

#### Ecuadoriane

1860-1900 (in seguito bandiera civile)

#### Panamensi

1903 (proposta da Philippe Bunau-Varilla)
Bandiera panamense durante il periodo della Grande Colombia

#### Venezuelane

1811
1830-1836
1836-1859
1859
1859-1863
1863-1905
1905-1930
1863, 1930-1942, 1954-2006
1930-2006